# Великі Яківчиці
Великі Яковчиці (біл. Вялікія Якаўчыцы) — агромістечко в Білорусі, у Жабинківському районі Берестейської області. Орган місцевого самоврядування — Жабинківська сільська рада.

## Географія
Розташоване за 5 км від залізниці Жабинка — Кобринь.

## Історія
У 1930-х роках у селі працював український кооператив. До 11 травня 2012 року входило до складу Яківчицької сільської ради.

## Населення
За переписом населення Білорусі 2009 року чисельність населення села становила 358 осіб.